# Genlisea uncinata
Genlisea uncinata är en tätörtsväxtart som beskrevs av Peter Geoffrey Taylor och E. Fromm-trinta. Genlisea uncinata ingår i släktet Genlisea och familjen tätörtsväxter. Inga underarter finns listade i Catalogue of Life.